# Piz Umbrail
Piz Umbrail är en bergstopp i Schweiz.   Den ligger i regionen Engiadina Bassa/Val Müstair och kantonen Graubünden, i den östra delen av landet, 230 km öster om huvudstaden Bern. Toppen på Piz Umbrail är 3 033 meter över havet, eller 297 meter över den omgivande terrängen. Bredden vid basen är 5,9 km.
Terrängen runt Piz Umbrail är huvudsakligen bergig, men den allra närmaste omgivningen är kuperad. Runt Piz Umbrail är det mycket glesbefolkat, med 7 invånare per kvadratkilometer.. Närmaste större samhälle är Müstair, 8,8 km norr om Piz Umbrail. 
Trakten runt Piz Umbrail består i huvudsak av gräsmarker.